# Fëdor Alekseevič Minin
Fëdor Alekseevič Minin, in russo Фёдор Алексеевич Минин? (1709), è stato un esploratore russo.
Uno dei primi esploratori russi dell'Artico, ha partecipato alla Seconda spedizione in Kamčatka . 

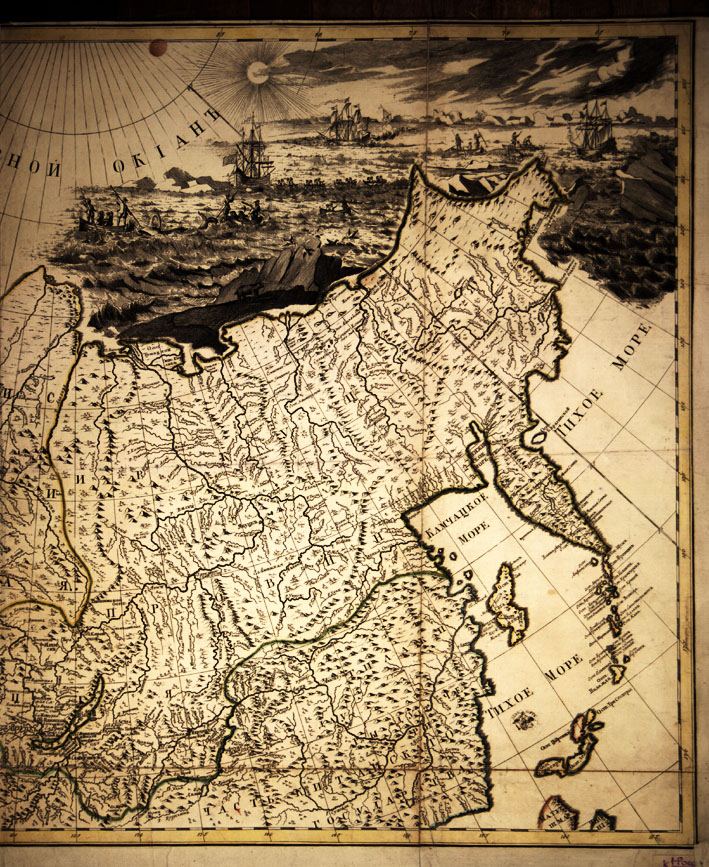
Mappa russa dell'Estremo Oriente (1745).

## Biografia
Nato intorno al 1709 si è diplomato all'Accademia navale nel 1726. Nel 1736 è stato assegnato al distaccamento Ob'-Enisej della Seconda spedizione in Kamchatka, agli ordini di Dmitrij Leont'evič Ovcyn. Nel 1738-1740, è stato a capo di un gruppo inviato ad esplorare la costa dell'oceano Artico a est del fiume Enisej. A bordo della Obi-Počtal'on Minin ha fatto diversi tentativi di circumnavigare la penisola del Tajmyr a nord e ha raggiunto i 75° 15' N. Insieme a Dmitrij Vasil'evič Sterlegov, ha mappato questa parte della costa dell'Oceano Artico. Ha realizzato la prima mappatura della costa siberiana dalla foce del fiume Enisej per 250 km verso est fino alla foce del Pjasina e stilato una descrizione dell'isola di Dikson.

## Luoghi che portano il suo nome
- Isolotti di Minin (Шхеры Минина)
- Penisola di Minin (Полуостров Минина) che si trova tra gli isolotti omonimi 74°41′36″N 86°12′31″E.
- Golfo di Minin (залив Минина), a sud della penisola di Minin 74°31′48″N 86°24′03″E.
- Baia di Minin (бухта Минина), sul lato nord-ovest della penisola di Minin 74°45′46″N 86°01′39″E.
- Monte Minin (гора Минина), sulla penisola di Minin 74°42′45″N 86°15′55″E.
- Capo Minin (мыс Минина), sul lato nord-ovest della penisola di Minin 74°43′06″N 85°50′27″E.
- Capo Minin (мыс Минина), sulla penisola Mamont, all'ingresso della baia Jurackaja 72°03′12″N 76°53′32″E.
- Capo Minin (мыс Минина), il punto più occidentale dell'isola Tajmyr 76°14′N 95°20′E.
- Stretto di Minin (пролив Минина), braccio di mare a sud dell'isola di Dikson, che divide le isole Olen'i dalla costa continentale[5].
- Isole di Minin (Мининские острова), gruppo di isole fluviali sabbiose nel basso corso dello Enisej 70°10′N 82°57′E.